# Andra barbareskkriget
 Andra barbareskkriget (engelska: Second Barbary War), eller Algeriska kriget, var det andra av två krig som utkämpades mellan å ena sidan USA och å andra sidan Tripoli, Tunis samt Alger, vilka kallades Barbareskstaterna. Första barbareskkriget varade 1801 till 1805.
Kriget slutade 1815, och tvisten löstes året därpå av  Storbritannien samt Nederländerna. Kriget innebar slutet på USA:s tullskyldigheter gentemot Barbareskstaterna, samt början på sjöröveriets slut i Medelhavet, då piraterna inte kunde matcha de västerländska fartygen i antal samt tekniskt sett.

### Fotnoter
1. ↑  Per T. Ohlsson (27 augusti 2011). ”Cirkeln sluts över Libyen” (på svenskan). Sydsvenskan. http://www.sydsvenskan.se/opinion/per-t-ohlsson/cirkeln-sluts-over-libyen/. Läst 23 maj 2014.